# Miguel Ángel Reyes (ciclista)
Miguel Ángel Reyes Vergara (Bogotá, 26 de mayo de 1992) es un ciclista profesional colombiano. Actualmente, corre para el equipo colombiano de categoría Continental el EPM.

## Palmarés
2017
- Una etapa de la Vuelta a Colombia[2]

2019
- Vuelta al Valle del Cauca
- Una etapa de la Clásica Nacional Ciudad de Anapoima
- Una etapa de la Clásica de Fusagasugá[3]
- Vuelta a Antioquia, más dos etapas[4]

## Equipos
- Aguardiente Néctar (2013)
- IMRD-Chia  (2014)
- RTS-Santic Racing Team (2015 hasta 01/07)
- Aguardiente Néctar (2015 desde 02/07)
- Pinturas Bler-Wilches Team (2016)
- Agencia Nacional de Seguridad Vial (2017)
- Deprisa-HYF-4WD Rentacar (2018 hasta 31/07)
- Nippo-Vini Fantini-Europa Ovini (2018 desde 01/08)
- EPM (2019-)